# Macroglossum lepidum
Macroglossum lepidum là một loài bướm đêm thuộc họ Sphingidae, chi Macroglossum.